# Uwe Johnson
Pour les articles homonymes, voir Johnson.
Uwe Johnson est un écrivain allemand né le 20 juillet 1934 à Cammin et mort le 23 février 1984 à Sheerness-on-Sea sur l'île de Sheppey dans le Kent au Royaume-Uni,,.

## Biographie
Uwe Johnson naît à Kammin en Poméranie, fils d'un agriculteur diplômé qui travaillait comme régisseur de domaine, puis devint inspecteur des produits laitiers. En 1944, sa famille fuit devant l’armée rouge à Anklam en Poméranie occidentale. Son père est déporté en Union soviétique où il meurt en 1946. Sa mère ira vivre avec Uwe et sa sœur Elke à Güstrow.
Uwe Johnson fait des études de littérature germanique à Rostock et Leipzig. Ayant pris ses distances avec le régime communiste de la République démocratique allemande (RDA), il est exclu de l’université, puis réadmis après la répression de l'insurrection du 17 juin 1953 par les chars soviétiques. Plusieurs maisons d’éditions est-allemandes refusent son premier roman Ingrid Babendererde, Reifeprüfung 1953 (« Reifeprüfung » signifie à la fois « épreuve de maturité » et « baccalauréat »). Après la publication de Mutmassungen über Jakob par l’éditeur ouest-allemand Suhrkamp, Uwe Johnson passe en 1959 à Berlin-Ouest, où il se lie avec le Gruppe 47.
En 1962, une bourse de la fondation Villa Massimo lui permet un séjour à Rome. En 1964, commence sa correspondance amicale, quoique mouvementée, avec l'écrivain suisse Max Frisch qui durera jusqu'en 1983. De 1966 à 1968 il vit à New York, d’abord en travaillant pour une maison d’édition de livres scolaires, ensuite grâce à une bourse de la Rockefeller Foundation.
Ces années new-yorkaises lui livrent le fond pour son œuvre principale Jahrestage (Une année dans la vie de Gesine Cresspahl), dont les quatre volumes paraissent en 1970, 1971, 1973 et 1983,. Une jeune Allemande vivant à Manhattan tient un journal couvrant la période du 20 août 1967 au 20 août 1968, destiné à sa fille Marie (« pour quand je serai morte ») et relatant sa vie à New York, ses souvenirs personnels et l’histoire de la famille Cresspahl dans le Mecklembourg des années 1930 et 1940. En même temps c’est le récit de l’histoire allemande contemporaine, des déchirements d’après-guerre et des évènements de 1968 dans le bloc soviétique. Le journal se termine le 20 août de cette année, jour de l’invasion de la Tchécoslovaquie par les troupes du Pacte de Varsovie.
En 1971 Uwe Johnson reçoit le Georg-Büchner-Preis.
Uwe Johnson quitte Berlin en 1974 pour Sheerness-on-Sea au Royaume-Uni, où il meurt en 1984 à la suite d'une attaque cardiaque. Il fallut près de trois semaines avant que son corps ne soit découvert. Son système de sécurité, qui allumait les lumières et fermait les rideaux, avait trompé ses voisins. Sa pierre tombale au cimetière de Sheppey est un bloc plat de granit rose et ne révèle rien d'autre qu'un nom : Uwe Johnson.

## Œuvres (sélection)
- Mutmassungen über Jakob (1959) Conjectures sur Jakob[10], traduit par Marie-Louise Ponty, révisée par Pierre Rusch, Paris, Gallimard, coll. « L'étrangère », 1994
- Das dritte Buch über Achim (1962) L’Impossible Biographie, traduit par Marie-Louise Ponty, Paris, Gallimard, coll. « Du monde entier », 1966
- Zwei Ansichten (1965) Deux Points de vue[11], traduit par Gabrielle Wittkop-Ménardeau, Paris, Gallimard, coll. « Du monde entier », 1968
- Jahrestage I-IV. Aus dem Leben von Gesine Cresspahl (1970, 1971, 1973, 1983) Une année dans la vie de Gesine Cresspahl[6],[7],[8], traduit par Anne Gaudu, Paris, Gallimard, coll. « Du monde entier », 1975, 1977, 1980, 1992
- Eine Reise nach Klagenfurt (1974)
- Begleitumstände - Frankfurter Vorlesungen (1980) Le Romancier des deux Allemagne : leçons de Francfort, traduit par Nicole Casanova, Arles, Actes Sud, coll. « Lettres allemandes », 1992
- Skizze eines Verunglückten (1982) L’Accidenté, traduit par Nicole Casanova, Arles, Actes Sud, coll. « Lettres allemandes », 1989
- Ingrid Babendererde, Reifeprüfung 1953 (1986)